# Nico Rost

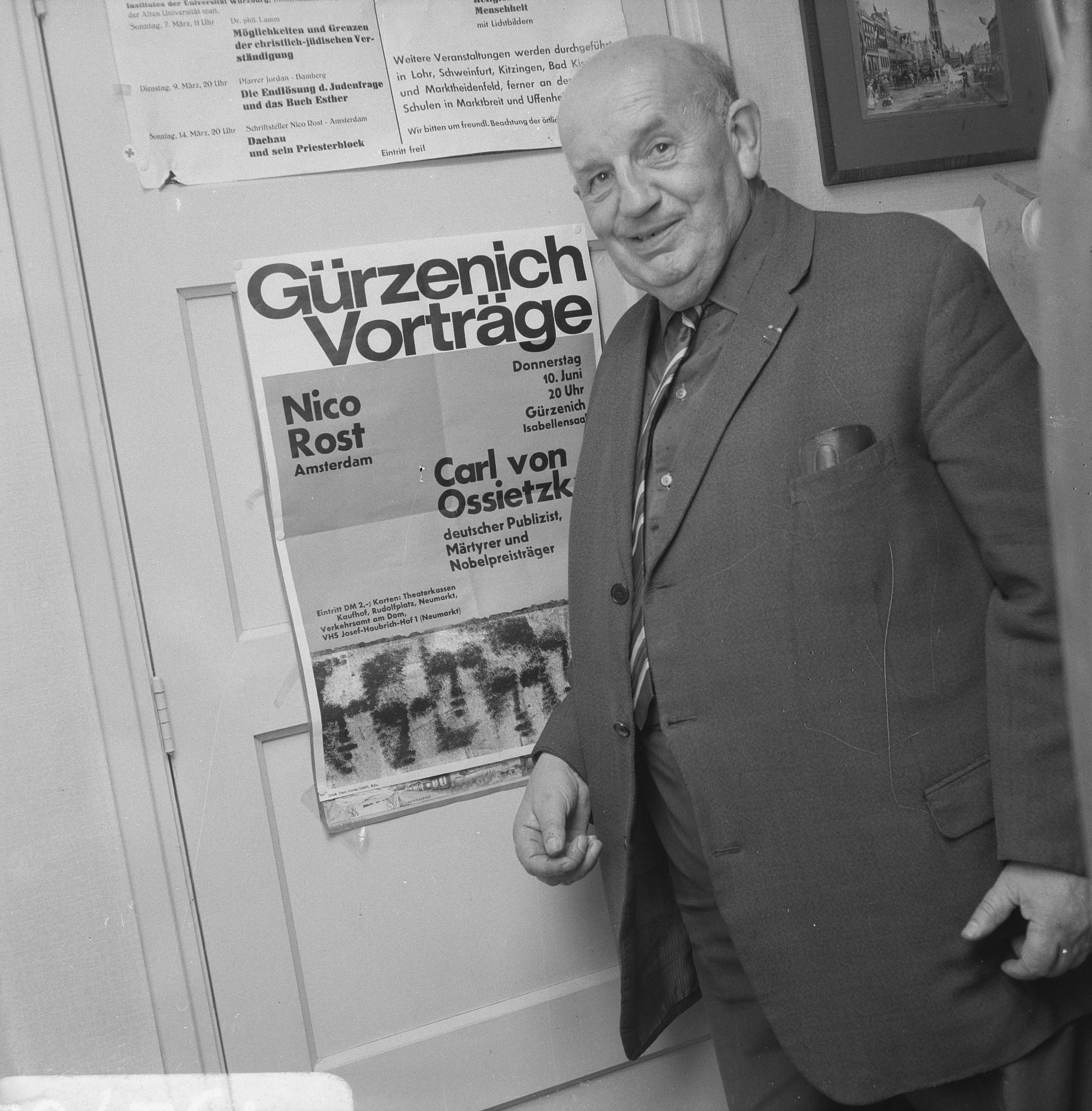
Ron Kroon: Nico Rost (1966)

Nicolaas Rost (* 21. Juni 1896 in Groningen; † 1. Februar 1967 in Amsterdam) war ein niederländischer Journalist, Übersetzer, Kommunist und Antifaschist. Sein bekanntestes Werk ist sein Tagebuch aus dem Konzentrationslager, Goethe in Dachau. Als linker Literaturkritiker und Überlebender warb er für eine humanistische deutsche Kultur als Gegensatz zu den Verbrechen des Nationalsozialismus.

## Leben

### Jugend und Leben in der Weimarer Republik
Nach einer nicht abgeschlossenen Schulausbildung am Praedinius Gymnasium in Groningen entfloh der junge Nico Rost seinem Elternhaus, um Schriftsteller zu werden. Seine ersten Arbeiten wurden kaum rezipiert. Statt einer literarischen Karriere entschied sich Nico Rost, Kulturjournalist zu werden. 1920 heiratete er die Niederländerin Maud Kok. Das Paar trennte sich 1928. Aus der Ehe gingen zwei Kinder hervor: Molly und William (genannt „Tijl“). Zwischen 1923 und 1933 lebte er in Berlin, wo er als Übersetzer und als Korrespondent der Zeitung De Telegraaf, der Parteizeitung De Tribune und des Wochenblatts De Groene Amsterdammer tätig war. In deutscher Sprache publizierte Rost in den Zeitschriften Der Querschnitt (1923–1933) und Die Weltbühne.
Rost besuchte in diesen Jahren auch mehrmals Moskau und Prag. Für das literarische Wochenblatt Groot Nederland (Groß-Niederlande) schrieb Rost Literaturkritiken. Er übersetzte Werke von Alfred Döblin, Lion Feuchtwanger, Hans Fallada, Egon Erwin Kisch sowie Anna Seghers und machte die Werke dieser Schriftsteller in den Niederlanden bekannt. In der Weimarer Republik bewegte sich Rost in verschiedenen anarchistischen und kommunistischen Milieus. Im Zuge der internationalen Kampagne um die Amnestie des inhaftierten deutschen Kommunisten Max Hoelz wurde er 1927 Mitglied der Kommunistischen Partei der Niederlande (CPN) und arbeitete für die Internationale Arbeiterhilfe. Seine Beiträge für die transnationale kommunistische Solidaritätsbewegung waren vor allem politische Reportagen, zum Beispiel über die Hungersnot in der Karpatenukraine im Jahr 1932. Nach dem Reichstagsbrand wurde Rost als bekannter politischer Gegner des Nationalsozialismus von der SA-Standarte 208 aus seinem Wohnort in Lehnitz bei Berlin in das KZ Oranienburg verschleppt. Nach zwei Wochen wurde er entlassen und aus dem Deutschen Reich ausgewiesen, weil die nationalsozialistischen Behörden nach Protesten gegen die willkürliche Verhaftung des Journalisten keinen diplomatischen Zwischenfall riskieren wollten.
Rost schrieb über seine Erlebnisse als wahrscheinlich erster niederländischer Gefangener in einem frühen deutschen Konzentrationslager die Reportage Brief uit een concentratiekamp (Brief aus einem Konzentrationslager). Im Mai 1933 kehrte er in die Niederlande zurück und ging anschließend nach Belgien. Dort setzte er als Reporter für die sozialdemokratische Zeitung Vooruit seine Publizistik fort, die jetzt vor allem antifaschistisch ausgerichtet war. Seine Berichte über den Reichstagsbrandprozess und die nationalsozialistische Kulturpolitik fanden vor allem in Belgien und den Niederlanden Verbreitung. Rost konzentrierte sich ebenso auf die Hilfe für die verfolgten Schriftsteller, die aus Deutschland nach Westeuropa geflohen waren und warb für die Volksfrontpolitik der Komintern ab 1935. Aus dem Spanischen Bürgerkrieg berichtete er 1937 in seiner Reportage Van het Spaanse vrijheidsfront (Von der spanischen Freiheitsfront). Im selben Jahr nahm er am Zweiten Schriftstellerkongress zur Verteidigung der Kultur teil, der in Barcelona, Madrid und Valencia abgehalten wurde. Nach dem Sieg des Franquismus kehrte Rost nach Brüssel zurück. Vor dem Hintergrund der Stalinisierung der Kommunistischen Parteien in Westeuropa beteiligte sich Rost in diesen Jahren auch an der Diskreditierung des niederländischen Schriftstellers Jef Last.

### Zweiter Weltkrieg und Gefangenschaft in Konzentrationslagern
Nach dem Überfall der Wehrmacht auf Westeuropa konsultierte Rost die CPN, um sich in den Widerstand gegen die deutsche Besatzung einzubringen. In Brüssel wurde er Teil einer Widerstandsgruppe aus Mitgliedern der Kommunistischen Partei Österreichs (KPÖ), der unter anderem auch Marianne Bradt und ihr Freund Jean Améry angehörten. Im März 1942 heiratete Nico Rost die deutsche Jüdin Edith Blumberg, die er bereits in Berlin kennengelernt hatte. Die Ehe – in der rassistischen Kategorisierung der Nationalsozialisten als „Mischehe“ bezeichnet – rettete Edith Blumberg vor der Deportation in das Vernichtungslager Auschwitz-Birkenau.
Neben seiner Tätigkeit für die Widerstandsgruppe war Rost bei den Brüsseler Verlagen Verlage Manteau und De Lage Landen als Übersetzer tätig. Unter dem Pseudonym Abel Eppens gab er die Werke von R. C. Bakhuizen van den Brink und Pieter Corneliszoon Hooft heraus. Unter dem Namen N. de Praetere veröffentlichte er Gedichte des deutschen Philosophen und Physikers Georg Christoph Lichtenberg. Diese Tätigkeit war von den deutschen Besatzungsbehörden geduldet und reglementiert. Rost beschrieb seine Rolle als Übersetzer als „trojanisches Pferd“, da er humanistische Literatur in Umlauf bringen konnte.
Rost wurde 1943 verhaftet, weil die Gestapo in Brüssel seinen Namen in Verbindung mit seinen antifaschistischen Aktivitäten vor der Besatzung bringen konnte. Ab dem 10. Mai 1943 saß er zunächst für drei Wochen im Wehrmachtsgefängnis Forest. Anschließend wurde er in das Polizeigefängnis von Scheveningen gebracht und im Dezember in das KZ Herzogenbusch eingewiesen. Am 26. Mai 1944 traf er mit einem größeren Transport von niederländischen Schutzhäftlingen im Konzentrationslager Dachau ein. Dort erhielt er die Haftnummer 68878. Rost wurde wegen eines Abszesses am Bein in das Krankenrevier des Konzentrationslagers gebracht. Nach seiner Genesung konnte er als „Revierläufer“ eine Beschäftigung finden, bei der er von den schlimmsten Auswirkungen der Zwangsarbeit verschont blieb. Im KZ Dachau traf er auch auf Emil Alphons Rheinhardt und auf Heinrich Eduard Miesen, die er in seinem Tagebuch Goethe in Dachau mehrfach erwähnte. Er hatte Zugang zur Lagerbibliothek und rezipierte vor allem die deutschsprachige Literatur der Weimarer Klassik und Romantik. Rost wurde am 29. April 1945 von amerikanischen Soldaten befreit und arbeitete bis zu seiner Repatriierung an der Zeitung Stem de Lage Landen (Stimme der Niederlande) mit, die von den niederländischen Überlebenden im befreiten Lager herausgegeben wurde.

### Nachkriegszeit, SBZ und DDR
Gesundheitlich angeschlagen kehrte Rost zu seiner Familie zurück, die die deutsche Besatzung in Brüssel überlebt hatte. Bis 1948 zog er sich zur Genesung in das kleine Dorf Amonines in den Ardennen zurück. Dort besuchte ihn auch der flämische Schriftsteller Louis Paul Boon. Rost redigierte in Amonines seine Aufzeichnungen aus dem Konzentrationslager, die er in Dachau heimlich angefertigt hatte. Aus diesem Material ging Goethe in Dachau hervor, das in Form eines Tagebuchs die antifaschistische Politisierung der deutschen Kultur gegen den Nationalsozialismus enthält. Nico Rost suchte unmittelbar nach seiner Befreiung nach Anknüpfungspunkten in die Zeit der antifaschistischen Volksfront der 1930er Jahre und warb für die Werte eines sozialistischen Humanismus als Gegensatz zur nationalsozialistischen Barbarei. In den Niederlanden versuchte er, etwa in der Zeitschrift De Vrije Katheder (Der freie Katheter), gegen anti-deutsche Ressentiments anzuschreiben. 1949 siedelte er zusammen mit seiner Frau Edith in die Sowjetische Besatzungszone über und wurde dort von vielen politischen Freunden willkommen geheißen, die Exil und Verfolgung überlebt hatten und am Aufbau eines sozialistischen Staates mitwirken wollten. Goethe in Dachau erschien in der SBZ unter dem Titel Goethe in Dachau. Literatur und Wirklichkeit bereits 1948 im Verlag Volk und Welt. Seine Freundin Anna Seghers schrieb das Vorwort. Dem Buch war in der insbesondere im Goethe-Jahr 1949 ein großer Erfolg beschieden. Eine westdeutsche Lizenzausgabe erschien 1949 im Weismann-Verlag. Übersetzungen auf Tschechisch und Slowakisch erfolgten im selben Jahr. Neben der positiven Rezeption löste Goethe in Dachau in der DDR auch eine Kontroverse aus, als die Schriftstellerin Susanne Kerckhoff im Oktober 1949 Nico Rost „polenfeindliche Tendenzen“ unterstellte.
Neben seiner journalistischen Tätigkeit und den Reisen in verschiedene sozialistische Volksrepubliken arbeitete Nico Rost für den Verlag Blick nach Polen und im Archiv des Künstlerheims der Deutschen Dichterstiftung auf Schloss Wiepersdorf. Dorthin war er auf Initiative seines Freunds Rudolf Engel von der Akademie der Künste als Treuhänder bestellt worden, um den Nachlass der Dichterin Bettina von Arnim zu verwalten. Rost arbeitete in diesen Jahren auch an einer Biographie des Ministerpräsidenten der DDR, Otto Grotewohl, die er nie abschließen konnte.
Rosts Karriere in der DDR endete 1951 im Zuge der Verfolgungswelle in den Kommunistischen Parteien der Nachkriegszeit, die mit dem Schauprozess gegen Rudolf Slánský in der Tschechoslowakei ihren Höhepunkt erreichte. Wegen der zu losen Bindung an die Strukturen der CPN während der Besatzungszeit geriet Rost in den Verdacht, Abweichler zu sein. Die CPN strengte sogar ein Überprüfungsverfahren an, in dem auch die haltlosen Anschuldigungen gegen Goethe in Dachau instrumentalisiert wurden. In der DDR führten die Verdächtigungen gegen ihn zu seiner Ausweisung. Trotz der Fürsprache zahlreicher Unterstützer gelang es Rost in den Folgejahren nicht, sich zu rehabilitieren. Endgültig brach er mit der kommunistischen Bewegung 1956 nach der Niederschlagung des Ungarischen Volksaufstands.

## Auseinandersetzung mit den nationalsozialistischen Verbrechen
In den 1950er Jahren wandte sich Rost der Geschichte der nationalsozialistischen Verbrechen und dem Gedenken an ihre Opfer zu. Sein Buch De vrienden van mijn vader (Die Freunde meines Vaters, 1956) enthält ein sensibles Porträt der jüdischen Gemeinschaft, die im Groninger Judenviertel um die Folkingestraat gelebt hat. Das Buch ist ein Monument für diese fast ohne Ausnahme ermordeten Menschen und beschreibt ihr alltägliches Leben, ihre Armut, Frömmigkeit und den Sinn für Studien und Unterricht. In den Nachkriegsjahren setzte sich der engagierte Antifaschist Rost auch für die Anerkennung der Roma und Sinti als Opfer des deutschen Völkermords ein. Er knüpfte Kontakte zur Communauté Mondiale Gitane in Frankreich und zum Kibbuz Lochamej haGeta’ot in Israel. Sein großes Bemühen war es, die Dimensionen der Shoah in den Niederlanden bekannter zu machen und den jüdischen Widerstand gegen die Vernichtung zu würdigen.
Zugleich setzte sich Nico Rost für die Bestrafung der deutschen Täter ein und kritisierte insbesondere Verbrecher, die in Westdeutschland für ihre Taten nicht belangt worden waren. So griff er etwa publizistisch den CDU-Bundestagsabgeordneten Hermann Conring an, der als Beauftragter des Reichskommissars für die Provinz Groningen während der deutschen Besatzung an den Deportationen der jüdischen Bevölkerung in die Vernichtungslager beteiligt war und Repressalien gegen die Bevölkerung durchgesetzt hatte. Rost beteiligte sich an den Kampagnen der DDR gegen hochrangige Juristen, Offiziere, Wirtschaftsfunktionäre, Politiker und Beamte, die sowohl im Nationalsozialismus als auch in der Bundesrepublik hohe Posten bekleideten. Er war Mitglied des Comité Proces Eichmann, das 1961 den Prozess gegen Adolf Eichmann in Jerusalem begleitete.
Am Ort seiner eigenen Gefangenschaft auf dem Gelände des ehemaligen Konzentrationslagers Dachau setzte sich Nico Rost für die Errichtung einer Gedenkstätte ein. Er war Mitglied sowohl im Niederländischen als auch im Internationalen Dachau-Komitee und ergriff mit anderen die Initiative, um aus dem KZ Dachau eine Gedenkstätte zu machen. Er arbeitete zwischen 1955 und 1965 an der dokumentarischen Ausstellung, die in der neu eingerichteten Gedenkstätte gezeigt werden sollte. Einen seiner ersten Besuche am Ort des ehemaligen Lagers hielt er in der Broschüre Ich war wieder in Dachau fest. Zur Geschichte der Konzentrationslager hielt Rost in Westdeutschland zahlreiche Vorträge vor Schulklassen, in Volkshochschulen und auf Gedenkveranstaltungen, in denen er seine eigenen Erlebnisse mit seiner Verehrung für die Deutsche Literatur verband.
Als freier Schriftsteller schrieb Nico Rost zahlreiche humorvolle oder informierende Beiträge in Prospekten, Vereinszeitungen und für Fremdenverkehrszentralen und erhielt auch Aufträge für Ansprachen und Vorlesungen.

## Rezeption, Ehrungen und Nachlass
Als wichtiger Protagonist des deutschsprachigen Exils im Zweiten Weltkrieg und als Überlebender des Konzentrationslagers Dachau war Rost Thema von zwei Ausstellungen:
- Nico Rost. Publicist, activist, vertaler (Universiteitsbibliotheek Leiden, 27. September bis 11. November 2001, kuratiert von Anton van der Lem)
- Nico Rost. Goethe in Dachau: Schriftsteller, Widerstandskämpfer und Wegbereiter der Gedenkstätte Dachau (2009, kuratiert von Hans-Günter Richardi und Willfried F. Schoeller)

Goethe in Dachau ist insgesamt in 18 Auflagen und Übersetzungen erschienen, zuletzt 2016 im katalanischen Contraescritura-Verlag.
Nico Rost wurde mit zwei Literatur-Preisen ausgezeichnet:
- Im Jahr 1958 wurde er für sein literarisches Schaffen mit dem „Marianne-Philips-Preis“, der mit fünfhundert Gulden dotiert war, ausgezeichnet.
- Den „Kulturpreis der Provinz Groningen“ (1966) konnte Rost, der während seines Lebens nicht mit Literaturpreisen überhäuft wurde, nicht mehr in Empfang nehmen.

Dass ihm zu Ehren im Juni 1966 in Israel ein Baum gepflanzt wurde, darf auch als eine Anerkennung seines Lebens und Schaffens betrachtet werden.
Rosts Nachlass, der einen Teil seiner umfangreichen Korrespondenz, ein Teil seiner Bibliothek und zahlreiche Manuskripte seiner Artikel und Reden umfasst, wurde auf Initiative des Exilforschers Hans Würzner an die Universität Leiden gebracht.

## Schriften (Auswahl)
Bücher und Beiträge in Sammelbänden
- Het troostelooze. Hollandia-Drukkerij, Baarn 1918. Mit einem Vorwort von Ellen Forest.
- Groote dichters van den laatsten tijd. Meulenhoff, Amsterdam 1921.
- Kunst en cultuur in Sowjet Rusland. Amsterdam: Querido 1924.
- Het nieuwe tooneel in het nieuwe Rusland. Van Loghum Slaterus, Arnhem 1927.
- Levensberichten. De Baanbreker-Servire, Den Haag 1931. Sammelwerk mit biografischen Skizzen.
- Van het Spaanse vrijheidsfront. Een reportage. Pegasus, Amsterdam 1937. Mit einem Vorwort Louis de Brouckère. PDF des Nachdrucks von 2019
- Het geval Jef Last. Over fascisme en trotzkisme. Pegasus: Amsterdam 1938.
- Goethe in Dachau. Literatuur en werkelijkheid. L.J. Veen’s Uitgeversmaatschappij: Amsterdam: [1948]. Onlineversion des Texts via dbnl
- Goethe in Dachau. Ein Tagebuch. Volk und Welt, Berlin 1948. Übersetzt von Edith Rost-Blumberg.
- Nog draaft Beyaard. Een Ardennenboek. De Wereldbibiotheek, Amsterdam [1954].
- Reisdagboek uit de Krimpenerwaard. Ad. Donker, Rotterdam 1954.
- De vrienden van mijn vader. Van Gorcum, Assen 1956. Mit Zeichnungen von Lies Veenhoven.
- Ich war wieder in Dachau. Röderberg-Verlag, Frankfurt am Main 1956. Übersetzt von Edith Rost-Blumberg.
- Veranderd klimaat in Polen. Een reisbericht. Van Gorcum, Assen [1957].
- Ook dat is Brussel. Appreciaties en herinneringen. Van Gorcum, Assen 1958.
- Eichmann was niet alleen. Comité Proces Eichmann, Amsterdam 1961. Zusammen mit Johannes Jacobus Buskes, Hella Haase, Marga Minco und J. Soetendorp.
- Konzentrationslager Dachau. Comité International de Dachau, Brüssel [1961].
- Der alte Doktor von Krochmalna, in: Josef Baudrexel, Anton Fingerle, Hans Lamm (Hrsg.): Erwachsenenbildung heute und morgen. Festschrift für Karl Witthalm. Bayerischer Landesverband für Freie Volksbildung e. V., München 1962, S. 203–216.
- Daar gaat een Dominee voorbij. Moussault, Amsterdam 1965. Zusammen mit Johannes Jacobus Buskes.
- Tegenover de anderen. Eerste bundel verhalen en reportages. Kruseman, Den Haag 1966.
- Goethe in Dachau. Ein Tagebuch (= List-Taschenbuch 60023). List, München 2001. ISBN 978-3-548-60023-9
- Goethe in Dachau. Literatuur en werkelijkheid: Dagboek 1944–1945. Schokland, De Bilt 2015. ISBN 978-90-816628-8-8
- Goethe en Dachau. Contraescritura, Barcelona 2016. Übersetzt. von Núria Molines Galarza ISBN 978-84-944121-3-4

Artikel in Zeitschriften und Zeitungen
- Het Museumwezen in Sowjet Russland, in: De Groene Amsterdammer. Onafhankelijk weekblad, Nr. 2418, 27.10.1923, S. 6.
- Deutsche Justiz, in: Die Weltbühne. Wochenschrift für Politik, Kunst, Wirtschaft, Band 21, Nr. 1, 1925, S. 939–940.
- De Trotzki-crisis, in: Haagsch Maandblad, Band 25, 1925, S. 199–208.
- Vrijheid voor Max Hölz!, De Tribune. Sociaal-Democratisch Weekblad, November 1926. Fortsetzungsgeschichte in drei Teilen.
- Erinnerung an Siegfried Jacobsohn, in: Die Weltbühne. Wochenschrift für Politik, Kunst, Wirtschaft, Band 22, Nr. 2, 1926, S. 974.
- Verraders en spionen. Levensbericht van ingenieur Ewno Azew, in: De Tribune. Sociaal-Democratisch Weekblad, April–Mai 1929. Fortsetzungsgeschichte in acht Teilen.
- Brief uit een concentratiekamp, in: Links Richten. Maandblad van het arbeiders-schrijvers-collectief links richten, Nr. 8, antifascistennummer, 01.05.1933. Volltext via dbnl
- Op den brandstapel, in: De Groene Amsterdammer. Onafhankelijk Weekblad, Nr. 2919, 13.05.1933, S. 4. Unter dem Pseudonym L. H. van Elhorst.
- Kultuur achter prikkeldraad, in: Kroniek van Kunst en Cultuur, Nr. 5, 1940, S. 89–90. Unter dem Pseudonym W. van Elhorst.
- In memoriam E. Kisch, in: Kroniek van Kunst en Kultuur, 1948, S. 224–226.
- Bettina von Arnim, in: Germanica Wratislaviensia, Band 6, 1960, S. 75–96.
- Überall Blut und Tränen, Herr Doktor Conring, in: Die Andere Zeitung, August 1960.
- Laat, Heren rechters van Mexico, uw grootste schilder, David Alfare Siqueiros, vrij!, in: De Nieuwe Stem. Maandblad voor Cultur en Politiek, Band 17, Nr. 10, 1962, S. 574–581.
- Mijn vriend Carl Einstein, in: Kroniek van Kunst en Kultuur, Band 22, 1963, S. 21–26.
- Wissen Sie noch, Herr Hinkel? in: Der Ausweg. Jüdische Zeitung für Aufklärung und Abwehr, Nr. 1, 1964, S. 14–17.
- Het lied dat nog steeds miljoenen bezielt. Lijdensweg en zegepraal van de arbeider Pierre Degeyter uit Gent: Arbeider, dichter en communard, in: Vooruit, August 1964. Fortsetzungsgeschichte in neun Teilen.
- Mijn ontmoetingen met Gottfried Benn in: De nieuwe stem. Maandblad voor cultuur en politiek, Band 19, Nr. 5, 1964, S. 291–316.
- Egon Erwin Kisch, pionier van de sociale reportage, in: Algemeen Handelsblad Supplement, 28.08.1965.
- De koffermoord van Sobibor, in: Algemeen Handelsblad Supplement, 25.09.1965
- Ook vele tienduizenden zigeuners werden vermoord, in: Buiten de perken, Nr. 56, 30.09.1965, S. 1–5.